# Шенк, Эдуард
Эдуард фон Шенк (нем. Eduard von Schenk; 1788—1841) — баварский государственный деятель и драматург.
В 1828 г. был назначен министром внутренних дел. На этом посту он многими своими распоряжениями, в том числе декретом о смешанных браках, вызвал общее неудовольствие. В 1832 г. король должен был удалить его из столицы, назначив его президентом города Регенсбурга.
Большой, но кратковременный успех имела его трагедия «Велизарий» (Belisar), обошедшая все немецкие сцены. Пьеса также была поставлена в 1839 году в Санкт-Петербурге в Александринском театре. Драматические сочинения изданы в Штутгарте (1829—1835).